# Gian Luigi Fieschi
Gian Luigi Fieschi, noto anche come Gian Luigi il Vecchio (Genova, 1441 – 1508), è stato un politico e generale italiano della Repubblica di Genova.

## Biografia
Era l’ultimo figlio di Gian Luigi (del ramo di Torriglia della potente famiglia genovese) e da Luisetta (o Lucetta) figlia di Rollando Fregoso ed era stato battezzato con il nome di Gottardo. Assunse poi il nome di Gian Luigi alla morte del padre, nel 1451.

Gli altri fratelli erano Giovanni Filippo, Orlando, Ibleto e Antonio Maria; sue sorelle erano Franchetta (che sposerà il doge Pietro II Fregoso) e Violante. 
Viene avviato giovanissimo alla carriera delle armi.
Morto il fratello maggiore Giovanni Filippo nel 1459, si trova ad affiancare il fratello Ibleto nel recupero dei castelli rivieraschi che in parte erano stati occupati da Genova e dalle altre forze del territorio, in primo luogo dalla famiglia Landi. 
Galeazzo Maria Sforza diventa signore di Genova e Gian Luigi accompagna Ibleto alla ricerca di aiuti militari e trova ospitalità a Roma, protetto da papa Sisto IV. 

Nel marzo 1477 a Genova esplode la rivolta antisforzesca e collabora col fratello nel governo della città. 
È un breve periodo di predominio, perché in aprile le truppe ducali, guidate da Sanseverino, riprendono il controllo di Genova. 

Mentre Ibleto viene condotto a Milano, Gian Luigi riesce a fortificarsi nel castello di Torriglia e tiene sotto minaccia delle sue incursioni la Riviera di Levante.
Sconfitto da Gian Giacomo Trivulzio, si rifugia presso Alfonso del Carretto, marchese di Finale di cui sposa la sorella Caterina. Nel giugno 1478 Prospero Adorno (zio materno di Caterina) si ribella a Milano proclamandosi doge e Gian Luigi si unisce a lui, appoggiato dal re di Napoli.

Grazie alla fedeltà dei suoi sudditi appenninici, riesce ad entrare in Genova, assediata dalle milizie sforzesche, e con il Capitano generale Sanseverino sconfigge duramente l’esercito milanese. 
Continua la sua opera di riconquista di Montoggio e altri feudi sottrattigli dalle forze alleate con gli Sforza, s’impadronisce di Varese Ligure. 

Nel frattempo suo fratello Ibleto è liberato mentre Gian Luigi è nominato ammiraglio dal doge Adorno e confermato dal nuovo doge Battista Fregoso. 
Seguono anni di cambiamenti di alleanze politiche e di rovesciamenti di governi. 
Nel 1487 è Sarzana, attaccata dalle truppe fiorentine. Nell'assalto alla rocca di Sarzanello è catturato, ma viene messo in libertà dopo poco tempo. 

L'anno seguente Gian Luigi ed Ibleto si alleano con Battista Fregoso, Agostino e Giovanni Adorno, per abbattere il doge Paolo Fregoso. Nello stesso 1488 è nominato Capitano della guerra.
Nelle frenetiche trattative per il governo prevale il partito di chi vuole la consegna della città alla Signoria milanese e Battista Fregoso è mandato in esilio.
A Genova scoppiano disordini tra i gatteschi e gli Adorno e si adopera perché le rivalità tra le due famiglie non degeneri. 
Nel 1494 avviene la discesa di Carlo VIII in Italia alla conquista del regno di Napoli e si compie la frattura tra i due Fieschi: mentre Ibleto lega le sue fortune a quelle di re Alfonso II di Napoli, Gian Luigi non esita, benché ammalato, a farsi condurre alla Spezia per prevenire l'attacco della flotta aragonese, su cui si trova Ibleto stesso.
Dopo l’episodio della battaglia di Portovenere le truppe aragonesi riescono a sbarcare presso Rapallo, ma vengono affrontate dai mercenari svizzeri al soldo del re di Francia (8 settembre). La battaglia è decisa dall'intervento di Gian Luigi, giunto con un contingente di seicento uomini. Le truppe napoletane si sbandarono e lo stesso Ibleto riesce a salvarsi a stento. 
Quando Carlo VIII è costretto ad abbandonare Napoli e risale la penisola, Ibleto, con clamoroso voltafaccia, si allea con la Francia. Gian Luigi riesce a bloccare il tentativo della flotta francese di sbarcare nella Riviera e l'esercito di Carlo VIII è così costretto a desistere dall'assedio di Genova.
Nel dicembre 1494 Massimiliano d'Austria gli concede l'investitura dei castelli di Torriglia, Montoggio, Grondona, Borgotaro, Santo Stefano d'Aveto e su un'ottava parte di Savignone. Due anni dopo è nominato Vicario imperiale in Italia.
Morto suo fratello Ibleto nel 1497, Gian Luigi diventa il capo indiscusso della famiglia. 
Per la sua autorevolezza risulta anche il vero arbitro della situazione politica genovese. Nello stesso 1497 assume il comando di una piccola flotta sforzesca per impedire alla flotta francese di riunirsi all'esercito che Carlo VIII aveva inviato in Italia per occupare Genova; durante il corso delle operazioni cade ammalato ed è costretto a ritornare in città. 
Scoppiate le ostilità tra Ludovico il Moro e il nuovo re francese Luigi XII il governo genovese, controllato dal Fieschi, ‘’Governatore ducale’’, tergiversa per poi decidere di passare a sostenere la Francia.
Luigi XII gli riconosce la signoria su tutta la Riviera di Levante, dal Bisagno alla Spezia.
La sua fedeltà alla Francia rimane costante, garantendo alla potenza straniera il controllo di Genova. 
Nel 1502 Luigi XII entra solennemente a Genova e viene alloggiato nello splendido palazzo che il Fieschi possiede in Carignano. In questa occasione anche Cesare Borgia, che accompagna il re francese, è suo ospite. 
Tuttavia, la scelta di campo operata da Gian Luigi lo isola dal tessuto economico della città: la ricca borghesia, tradizionalmente ostile ai Fieschi, vede la dominazione francese come un ostacolo alla libertà di commercio, soprattutto verso la Spagna; altro motivo di insoddisfazione è l'appoggio francese a Savona in concorrenza allo scalo genovese.
La sommossa, voluta dalla borghesia ricca, ma attuata dal popolo minuto, scoppiò il 18 luglio 1506.
Gian Luigi cerca di soffocare la rivolta sul nascere scendendo da Carignano verso la città coi suoi uomini, ma viene costretto a desistere e il popolo si abbandona al saccheggio dei palazzi dei nobili. Il giorno dopo la folla attacca Carignano e l’obbliga ad abbandonare Genova.
Rifugiatosi a Montoggio e passato poi a Gavi, insieme con altri nobili esuli, decide di chiedere l'aiuto della Francia e, forte del suo appoggio, può ritornare nel suo palazzo a Genova il 30 agosto, ma il 4 settembre l'odio popolare esplode di nuovo.
Ammalato di gotta, ripara a Recco e poi a Rapallo. 
Il governo ribelle decide di iniziare una campagna militare contro la Riviera di Levante, dove Gian Luigi si difende con accanimento e poi si reca a Blois per chiedere l’intervento di Luigi XII.
In aprile, con 4.000 uomini, il Fieschi attacca la Riviera, ma il suo tentativo in un primo tempo è bloccato dai soldati inviati dal nuovo doge, Paolo da Novi; sulla Ruta le milizie fliscane subiscono una cocente sconfitta. 
Tuttavia il massiccio intervento francese riesce a fiaccare l'accanita resistenza che i rivoltosi opposero alle truppe assedianti. Il 29 aprile il re in persona entra a Genova, arresasi senza condizioni.
Gian Luigi può mantenere la sua supremazia in città sino alla morte, avvenuta probabilmente nel 1508, comunque prima del 1510.
Gian Luigi aveva sposato Bartolomea Della Rovere e, in seconde nozze, Caterina Del Carretto. 
Ebbe figli Girolamo (primogenito), Scpione, Sinibaldo e Ottobono (ecclesiastico).